# Schwelmersiepen
Schwelmersiepen ist eine Hofschaft von Wipperfürth im Oberbergischen Kreis im Regierungsbezirk Köln in Nordrhein-Westfalen (Deutschland).

## Lage und Beschreibung
Schwelmersiepen liegt im Nordosten von Wipperfürth an den Stadtgrenzen von Halver und Radevormwald. Nachbarorte sind Ober- und Untergraben, Auf der Bever, Kahlenberg und Kottmannshausen. Westlich der Ortschaft liegt die Wüstung Sonnenschein. Der Böckersiepen und der Schwelmersiepen münden in der Nähe von Schwelmersiepen in die Bever.
Zu erreichen ist die Hofschaft vom Radevormwalder Stadtgebiet aus über Nebenstraßen, die andere Radevormwalder Hofschaften anbindet. Aus Halver kommend biegt man von der K3 in Schwenke in Richtung Auf der Bever ab.

## Geschichte
In der Karte Topographische Aufnahme der Rheinlande von 1825 ist eine Hofschaft mit Namen Schwelmersiepen eingezeichnet.
Frühmittelalterlichen Ursprungs ist die von „Auf der Bever“ an Schwelmersiepen vorbeiführende Straße. Sie gehörte zu einem von Hohenplanken über Obergraben und Kottmannshausen bis nach Hückeswagen führenden Weg.

## Wanderwege
Der Bergische Panoramasteig führt auf seiner 5. Etappe durch Schwelmersiepen.
Zwei vom Sauerländischen Gebirgsverein ausgeschilderte Wanderwege führen durch die Hofschaft. Die Rundwege sind mit den Wanderzeichen A2 und A5 gekennzeichnet und haben ihren Ausgangs- und Zielpunkt am Wanderparkplatz des in 2,4 km Entfernung liegenden Dorfes Wipperfürth-Egen.

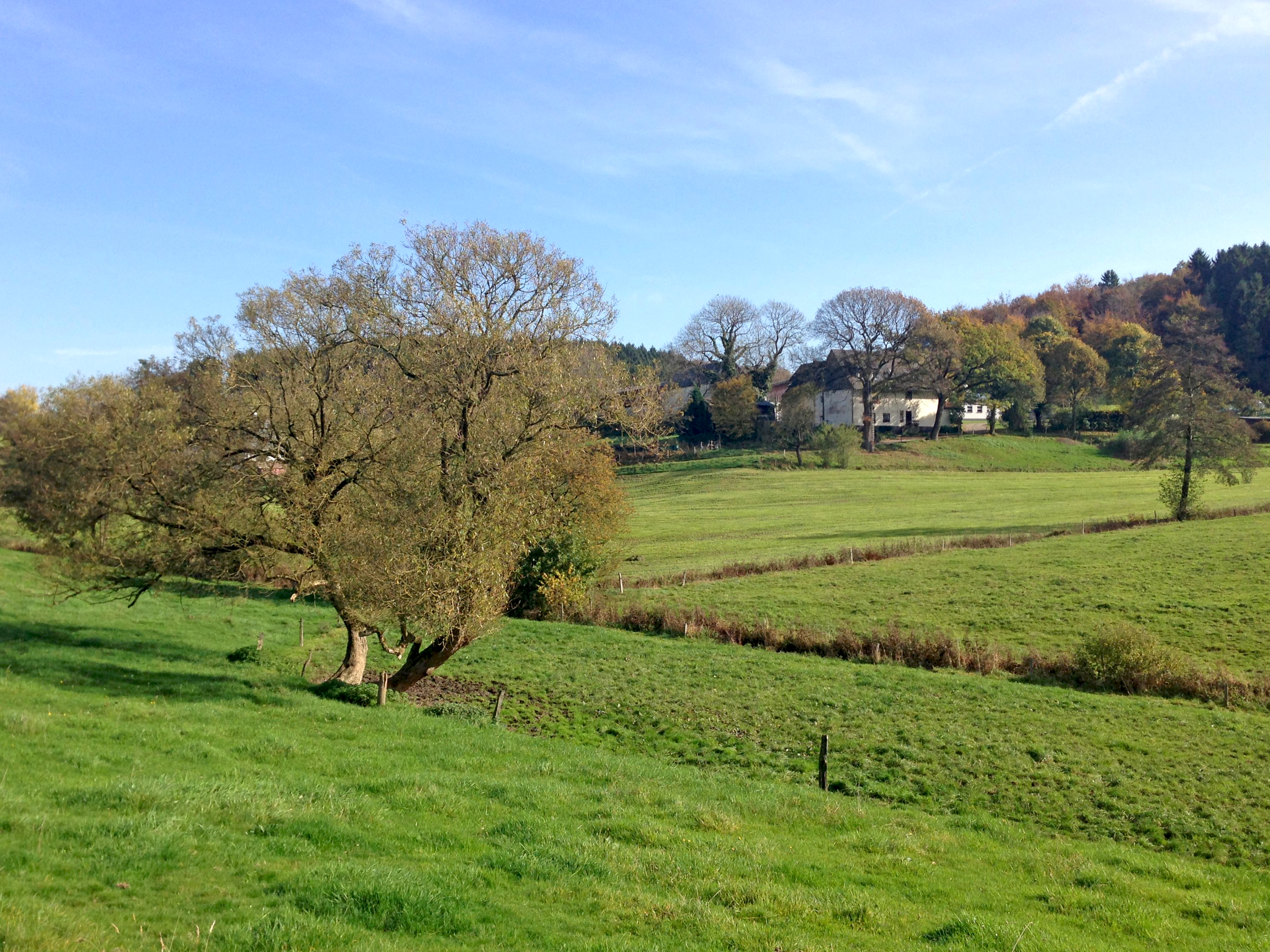
Schwelmersiepen – Tal der Bever
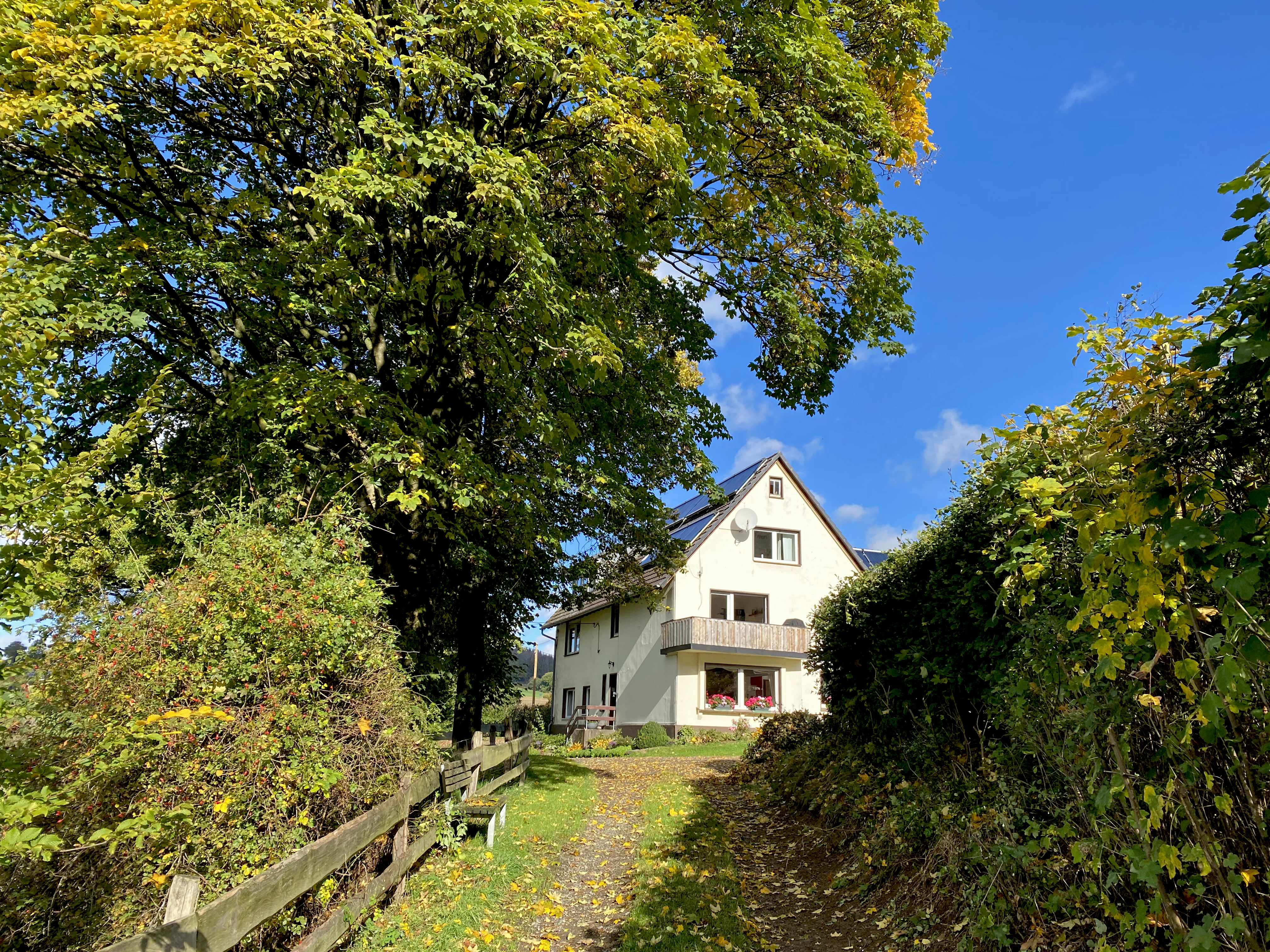
Schwelmersiepen 2
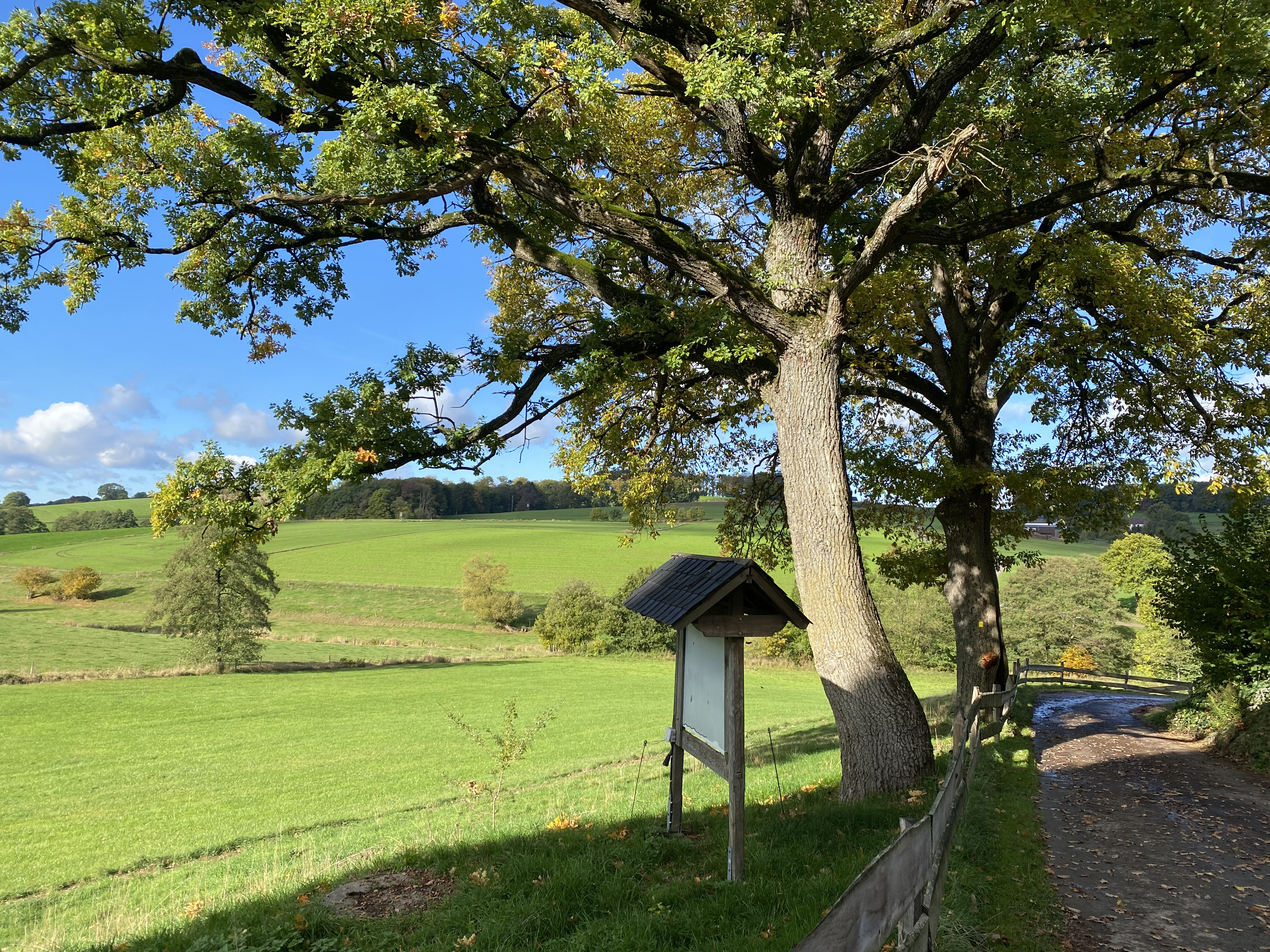
Bevertal bei Schwelmersiepen
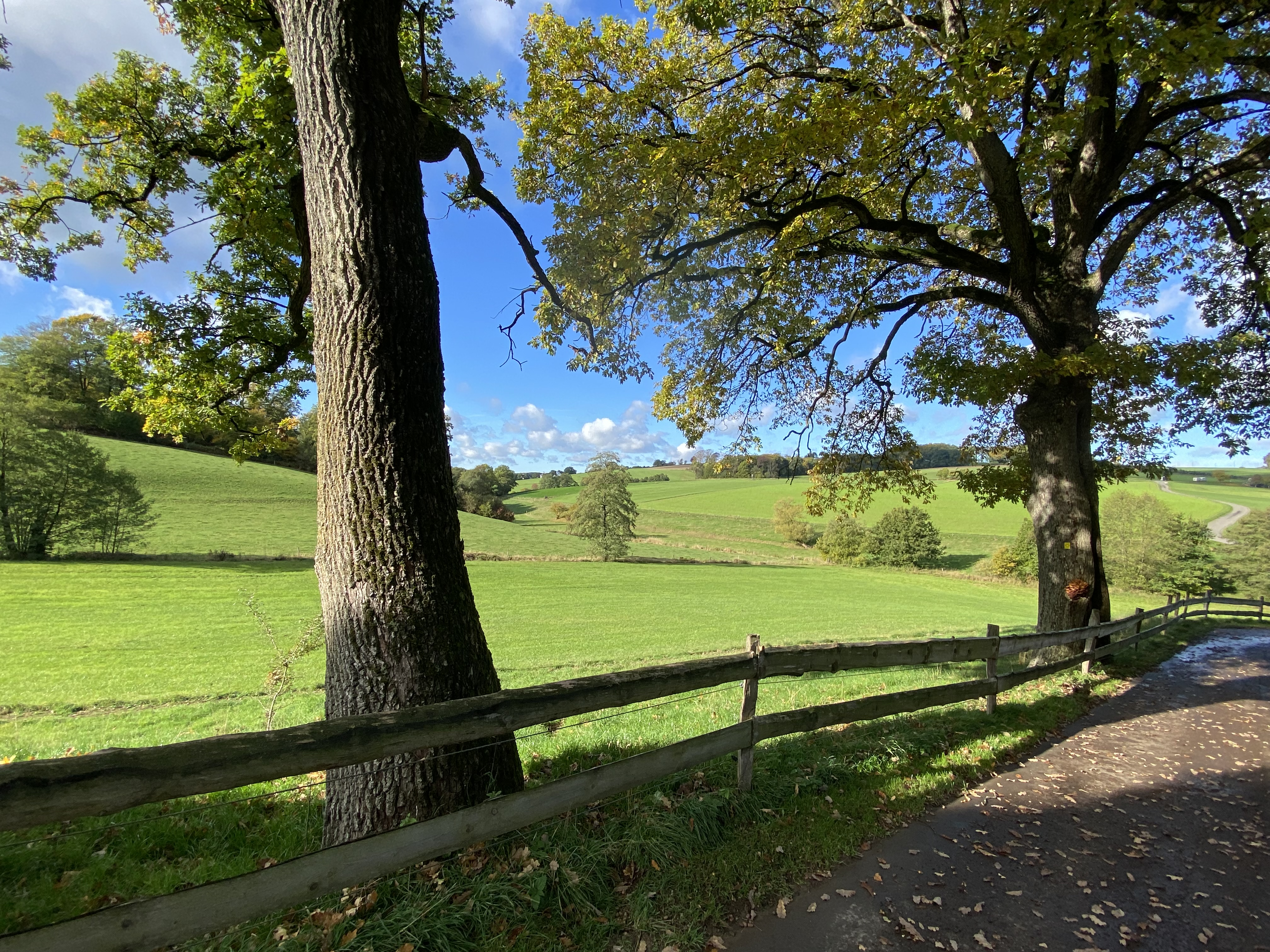
Alte Bäume säumen den Wanderweg durch den Ort
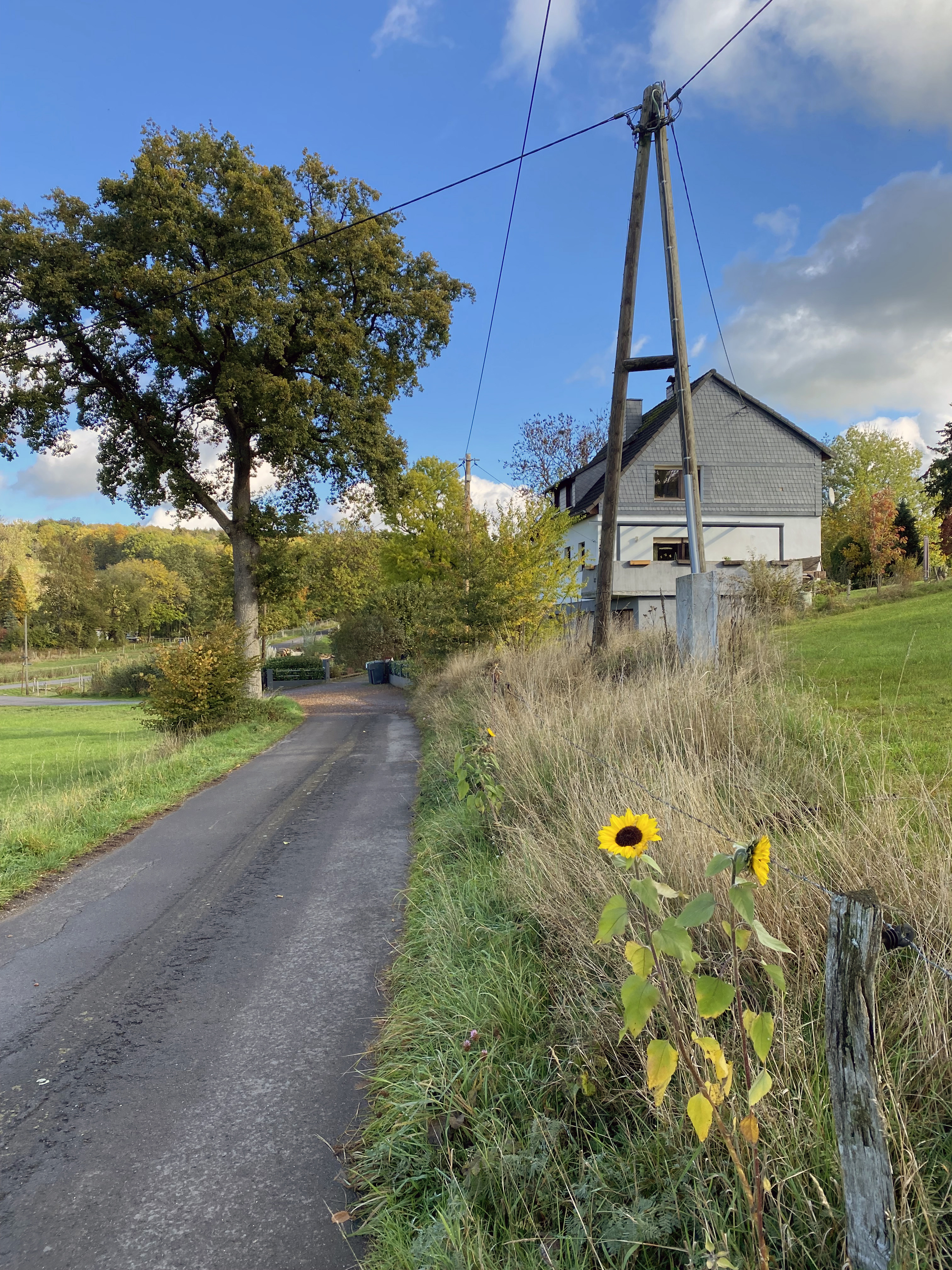
Schwelmer–siepen 1
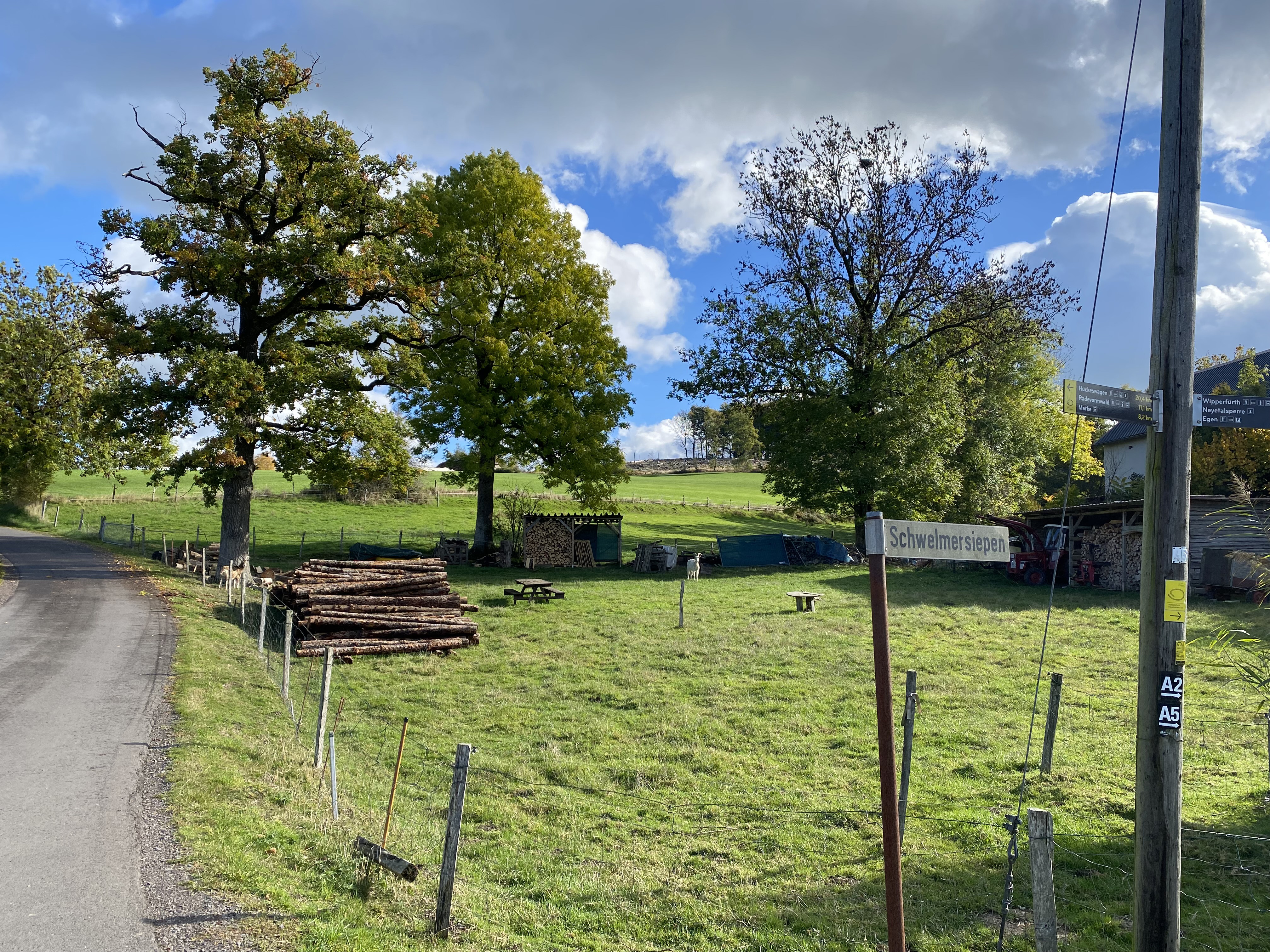
Der gleichnamige Bach Schwelmersiepen mündet im Ort in die Bever.